# Мартынов, Тимофей Алексеевич
Тимофе́й Алексе́евич Марты́нов  (бел. Цімафей Аляксеевіч Мартынаў; род. 6 мая 2005, Минск) — белорусский футболист, нападающий клуба «Оренбург».

## Карьера

### Начало карьеры
Заниматься футболом начал в футбольном клубе «Минск». Вскоре после возникновения футбольной академии в брестском «Динамо», тогдашний испанский тренер Давид Деограсия лично был заинтересован в приглашении молодого футболиста, даже устроив экскурсию его родителям. В брестском клубе футболист стал лидером своей команды 2005 года рождения. Отмечался голами в играх с юношескими командами мадридских «Атлетико» и «Реала». В 2021 году перешёл в брестский «Рух», где стал выступать за дублирующий состав.

### «Минск»
Из-за снятия «Руха» с розыгрыша чемпионата 2022 года, в марте того же года стал игроком «Минска». Первоначально отправился в дубль минчан, где в матче второго тура против дублирующего состава «Витебска» отличился забитым дублем. Дебютировал за основную команду 9 апреля 2022 года в матче против жодинского «Торпедо-БелАЗ», выйдя на замену на 88 минуте матча. В дальнейшем стал попадать в заявки на матчи основной команды, чередуя их с играми в дублирующем составе. Первым результативным действием за клуб отметился 19 июня 2022 года в матче против мозырской 
«Славии», отдав голевую передачу. По итогу сезона оставался игроком скамейки запасных, сыграв за основную команду минчан в 16 матчах во всех турнирах.
В январе 2023 года футболист вместе с клубом стал готовиться к новому сезону. Первый матч сыграл 17 марта 2023 года в матче против мозырской «Славии», выйдя на поле в стартовом составе, отличившись дебютным забитым голом, который также стал первым в новом сезоне чемпионата. Футболист стал лучшим игроком клуба по итогу марта 2023 года. В матче 28 июля 2023 года в рамках Кубка Беларуси против могилёвского «Днепра» футболист отличился забитым дублем. На протяжении всего сезона футболист был в клубе одним из ключевых игроков, отличившись 8 забитыми голами во всех турнирах, тем самым став лучшим бомбардиром клуба. По итогу сезона футболист вместе с клубом завершил чемпионат на итоговом девятом месте.

### «Оренбург»
В декабре 2023 года появилась информация о том, что к футболисту проявляется интерес со стороны других клубов. В январе 2024 года футболист проходил просмотр в российском «Оренбурге». В феврале 2023 года футболист официально перешёл в оренбургский клуб. В апреле 2024 года футболист был близок к официальному дебюту за оренбургский клуб, однако на одной из тренировок получил травму передней крестообразной связки и выбыл на длительный срок. В июле 2025 года перешел в брестское «Динамо» на правах полугодичной аренды. За полтора сезона в «Оренбурге» не сыграл ни одного матча.

## Международная карьера
В январе 2021 года был вызван в юношескую сборную Беларуси до 17 лет для участия в Кубке Развития. Дебютировал за сборную 31 января 2021 года в матче против юношеской сборной Молдовы. На групповом этапе турнира отличился 3 голами. В октябре 2021 года был вызван для участия в квалификационных матчах на юношеский чемпионат Европы до 17 лет. В ноябре 2022 года дебютировал за сборную Беларуси до 18 лет против сверстников из России, где футболист также отличился забитым голом. В июне 2023 года дебютировал за юношескую сборную Беларуси до 19 лет в товарищеском матче против Грузии.
В августе 2023 года футболист получил вызов в молодёжную сборную Беларуси на квалификационные матчи молодёжного чемпионата Европы. Дебютировал за сборную футболист 7 сентября 2023 года в матче против сборной Фарерских островов. Дебютный гол за сборную футболист забил 22 марта 2024 года в матче против Греции, реализовав пенальти.

## Семья
Сам Тимофей из футбольной семьи. Его дед, Мартынов Юрий Михайлович, также был футболистом, выступая в минских «Динамо» и «Торпедо», а в дальнейшем стал футбольным тренером.